# Synchytrium australe
Synchytrium australe är en svampart som beskrevs av Speg. 1881. Synchytrium australe ingår i släktet Synchytrium och familjen Synchytriaceae.   Inga underarter finns listade i Catalogue of Life.